# Tours Guillaume

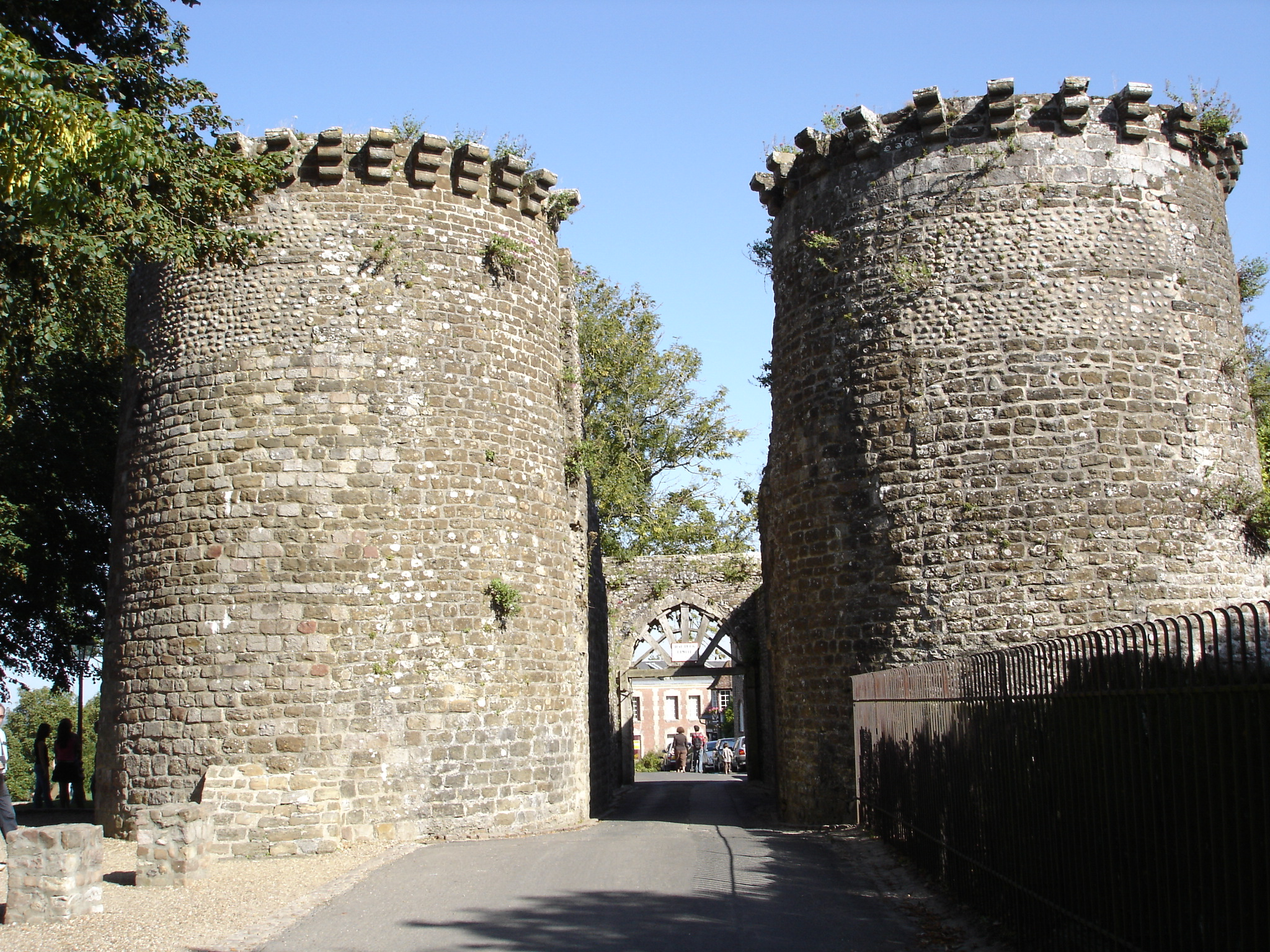
Tours Guillaume

De Tours Guillaume, ook bekend als Porte Jeanne d'Arc of Porte du Haut, is een stadspoort in de tot het Franse departement Somme behorende stad Saint-Valery-sur-Somme.
De stadspoort bestaat uit twee zware ronde torens, waartussen zich een poortingang bevindt. De torens stammen van de 11e eeuw en bestonden reeds toen Willem de Veroveraar in 1066 met zijn vloot moest aanleggen in deze plaats, alvorens naar Engeland te varen. In 1430 kwam Jeanne d'Arc, toen al gevangen door de Engelsen, door deze poort. De huidige poortingang werd pas in 1785 gebouwd.
De torens hebben gediend als wachttoren en als gevangenis. De ophaalbrug werd in 1614 afgebroken en ook de verdedigingswerken die zich ooit voor de poort uitstrekten, bestaan niet meer.